# Trafo (empresa)
A TRAFO foi uma indústria brasileira que desenvolvia e fabricava transformadores e equipamentos elétricos, principalmente para o setor de transmissão e distribuição de energia elétrica.
Fundada em 1961, possuía sede na cidade de Gravataí, no Rio Grande do Sul e uma filial na cidade de Hortolândia, na Região Metropolitana de Campinas.
Em 2007, teve o controle majoritário adquirido pela WEG Indústrias, sua antiga concorrente na fabricação de transformadores. A WEG a incorporou após a aquisição dos 30% de ações minoritárias restantes em 2009.

## Produtos
- Transformadores
- Transformadores de corrente
- Autotransformadores
- Subestações móveis, fixas e unitárias
- Disjuntores.